# Řestoky
Řestoky (en allemand : Restok) est une commune du district de Chrudim, dans la région de Pardubice, en République tchèque. Sa population s'élevait à 473 habitants en 2022.

## Géographie
Řestoky se trouve à 3 km au nord-ouest du centre de Chrast, à 10 km à l'est-sud-est de Chrudim, à 16 km au sud-est de Pardubice et à 108 km à l'est-sud-est de Prague.
La commune est limitée par Trojovice et Zájezdec au nord, par Rosice à l'est, par Chrast au sud, et par Zaječice et Honbice à l'ouest.

## Histoire
La première mention écrite de la localité date de 1115.

## Galerie

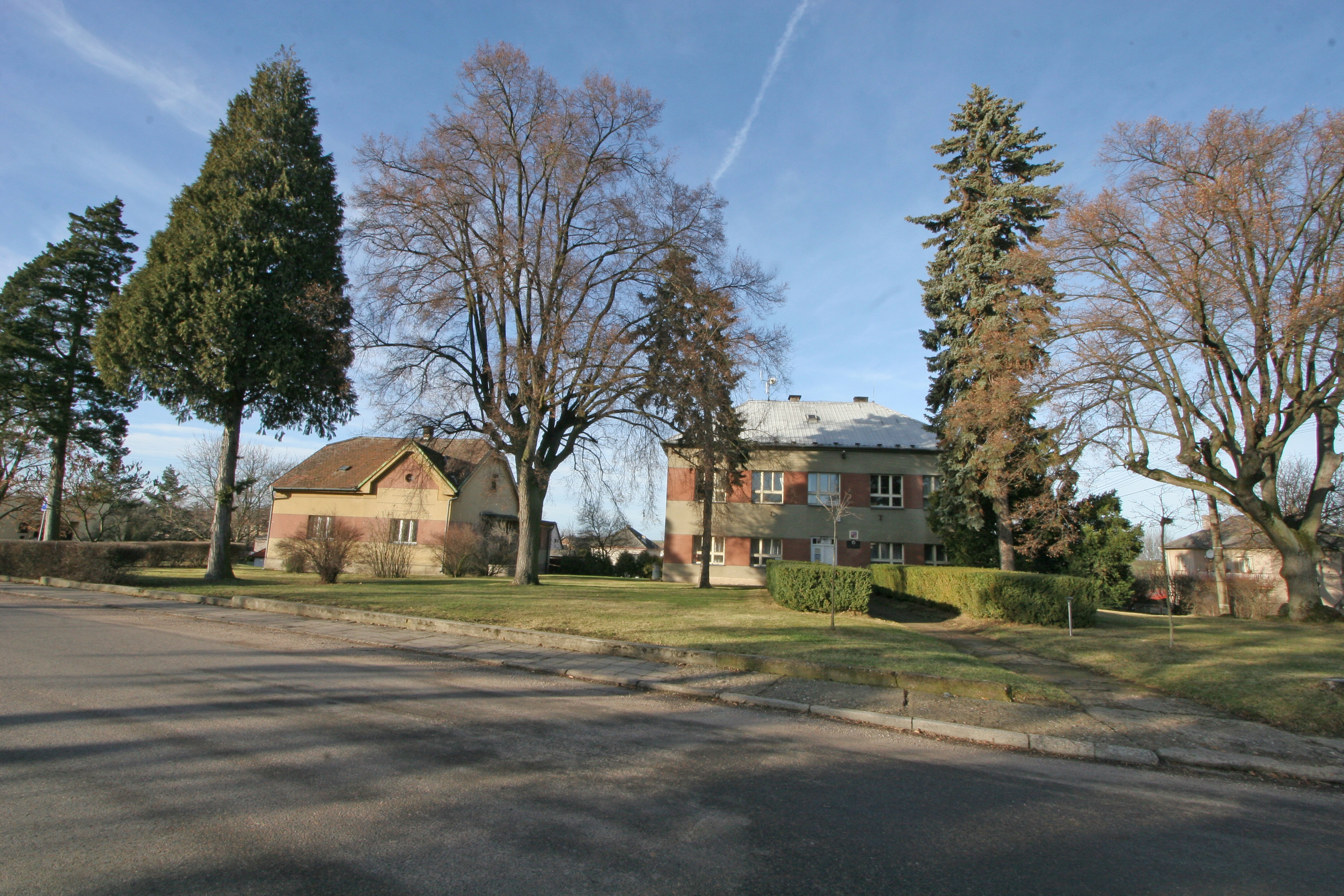
Řestoky : la mairie.
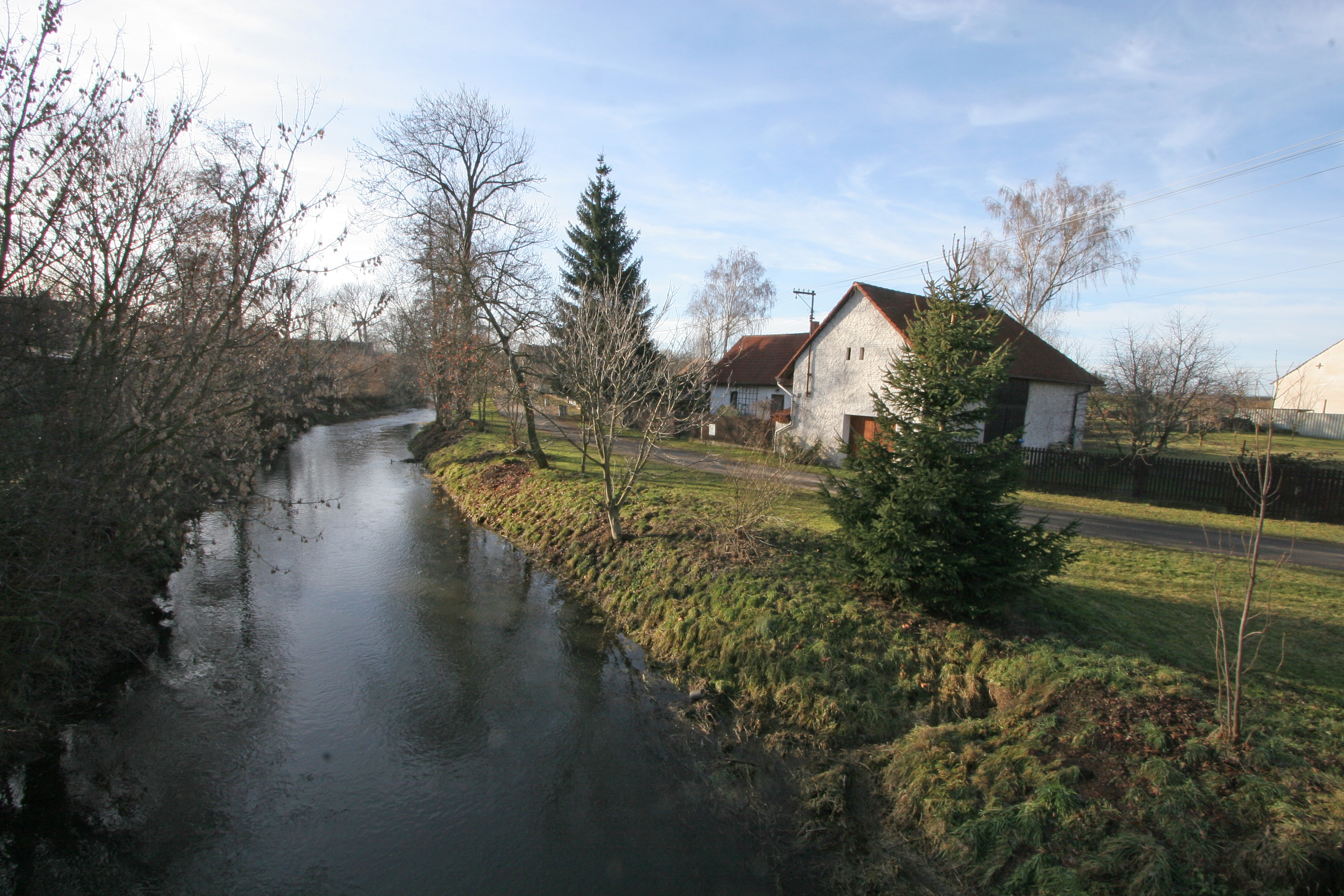
La ruisseau Ležák.

## Transports
Par la route, Řestoky se trouve à 3 km de Chrast, à 10 km de Chrudim, à 19 km de Pardubice et à 132 km de Prague. 